# Маринеску, Николае
Николае Маринеску (рум. Nicolae Marinescu; 2 сентября 1884 — 28 апреля 1963) — румынский государственный и военный деятель, генерал-майор, медик, начальник санитарной службы румынской армии. Действительный член Румынской академии (с 1943).

## Биография
Родился в семье учителя. Брат Габриэля Маринеску.
Получил медицинское образование. Поступил на военную службу.

## Военная служба
Военный врач. В 1917 году стал подполковником медицинской службы. В апреле 1930 года — полковник. В апреле 1937 года — бригадный генерал медицинской службы.
Участник Второй мировой войны.
В сентябре 1944 года повышен до генерал-майора. Тогда же отправлен в отставку. В феврале 1952 года отозван на службу в армии и назначен начальником санитарной службы румынской народной армии.

## Государственная служба
Министр здравоохранения и социального обеспечения с 4 апреля 1938 по 27 сентября 1939 года и с 24 августа 1944 по 4 ноября 1944 года.
Занимал кресло министра здравоохранения и социального обеспечения в правительстве Константина Аргетоиану (20 сентября 1939 −23 ноября 1939 года).
С 23 августа по 3 ноября 1944 года работал министром труда, общественного здравоохранения и социального обеспечения в правительстве Константина Сэнэтеску.
В мае 1950 года — арестован коммунистическими властями. Приговорен к 5 годам лишения свободы. Заключение отбывал в Сигетской тюрьме. Освобождён в 1955 году.